# Santissimo Redentore a Valmelaina
Santissimo Redentore a Valmelaina, auch Chiesa del Santissimo Redentore a Val Melaina, ist eine Kirche in Rom. Sie befindet sich in Monte Sacro im Quartiere Q.XVI. Roms.
Die Kirche wurde in den 1970er Jahren von den Architekten Ennio Canino und Viviana Rizzi errichtet und am 6. März 1977 eingeweiht. Sie ist die Pfarrkirche der Gemeinde Parrocchia Santissimo Redentore a Val Melaina und wurde von Kardinal Francesco Marchetti Selvaggiani am 1. Februar 1937 mit dem Dekret Redemptoris mundi gegründet und 1950 der Ordensgemeinschaft der Congregatio Scalabriniana anvertraut.
1994 wurde sie durch Papst Johannes Paul II. zur Titelkirche erklärt.

## Kardinalpriester
- Ersilio Tonini (26. November 1994–28. Juli 2013)
- Ricardo Ezzati Andrello SDB (seit 22. Februar 2014)